# Volo Ryanair 4978
Il volo Ryanair 4978 è stato un volo passeggeri internazionale di linea avvenuto il 23 maggio 2021. Mentre si trovava nello spazio aereo bielorusso, è stato dirottato dal governo bielorusso e fatto atterrare all'aeroporto di Minsk dove due dei suoi passeggeri, l'attivista dell'opposizione e giornalista Roman Protasevič e la sua fidanzata Sofia Sapega, sono stati arrestati dalle autorità. Altri quattro passeggeri, non essendo ritornati sul velivolo dopo il dirottamento, sarebbero presumibilmente agenti bielorussi. Il volo dall'aeroporto Internazionale di Atene, in Grecia, all'aeroporto di Vilnius, in Lituania, è stato intercettato e scortato a Minsk da un caccia bielorusso con la motivazione di una presunta bomba a bordo per ordine del presidente Aljaksandr Lukašėnka. L'incidente è stato disapprovato da vari membri della comunità internazionale.

## Aereo
Il velivolo coinvolto era un Boeing 737-800 di quattro anni, immatricolato in Polonia, registrazione SP-RSM. È entrato in servizio con Ryanair nel maggio 2017, registrato EI-FZX in Irlanda, e nel novembre 2019 è stato trasferito a Ryanair Sun (ora Buzz) come SP-RSM sul registro aeronautico polacco.

## Incidente

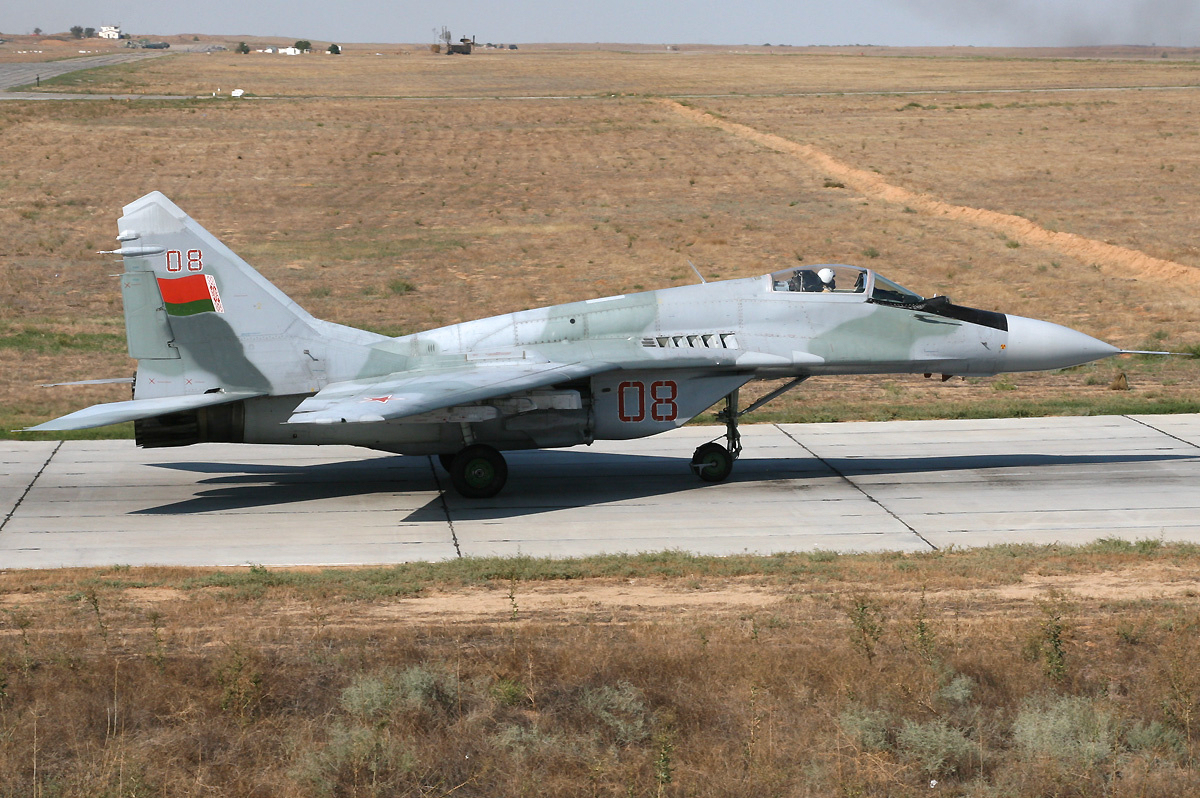
Un MiG-29 bielorusso come quello che è stato utilizzato per intercettare il volo 4978.

Il 23 maggio 2021, il volo Ryanair 4978 (Atene - Vilnius) è stato dirottato all'aeroporto di Minsk mentre l'aereo era a 45 miglia nautiche (83 km) a sud di Vilnius e 90 miglia nautiche (170 km) a ovest di Minsk, ma ancora nello spazio aereo bielorusso. Secondo la compagnia aerea, i piloti sono stati informati dalle autorità bielorusse di "una potenziale minaccia per la sicurezza a bordo" e istruiti a far atterrare l'aereo a Minsk.
Il volo trasportava 6 membri dell'equipaggio e 126 passeggeri. A Minsk, l'attivista bielorusso dell'opposizione Roman Protasevič è stato rimosso dall'aereo ed arrestato sulla base del fatto che era stato inserito nella lista dei ricercati bielorussi accusati di "attività terroristiche". Anche la sua ragazza, Sof'ja Sapega, è stata rimossa dall'aereo dalle autorità bielorusse e messa in detenzione. Nessun'ulteriore spiegazione è stata presentata da parte delle autorità bielorusse. Sapega è cittadina russa e studentessa dell'Università europea di scienze umane di Vilnius. L'università ha confermato il suo stato di detenzione. Nonostante l'aereo fosse più vicino a Vilnius, il presidente bielorusso Aljaksandr Lukašėnka, secondo il suo servizio stampa, ha ordinato personalmente il reindirizzamento del volo a Minsk e ha inviato un caccia MiG-29 dell'aeronautica bielorussa per scortarlo. L'agenzia di stampa del governo bielorusso BelTA ha affermato che i piloti avevano chiesto di atterrare a Minsk. Sia Ryanair che le forze dell'ordine bielorusse hanno affermato che non sono state trovate bombe a bordo.
A parte Protasevič e la sua ragazza, altri quattro passeggeri che si presume fossero agenti bielorussi del KGB non hanno proseguito con l'aereo per la Lituania. Il leader dell'opposizione bielorussa Svjatlana Cichanoŭskaja ha richiesto un'indagine sull'incidente da parte dell'Organizzazione internazionale dell'aviazione civile. Protasevič sarebbe stato inserito in una lista di "individui coinvolti in attività terroristiche" l'anno precedente per il suo ruolo nelle proteste antigovernative. Cichanoŭskaja ha affermato che Protasevič "rischia la pena di morte" in Bielorussia. Un'altra fonte parla di quindici anni di reclusione.
Una portavoce dell'impresa statale Lithuanian Airports, Lina Beisine, ha riportato all'agenzia di stampa AFP una dichiarazione dell'aeroporto nazionale di Minsk secondo la quale il volo sarebbe stato dirottato "a causa di un conflitto tra un membro dell'equipaggio e i passeggeri".
Il percorso del volo FR4978 sulla Bielorussia il 23 maggio era diventato insolito anche prima dell'inversione di marcia. Sulla base dei dati di Flightradar24, si nota che l'aereo non ha iniziato a diminuire la quota sulla Bielorussia come si fa di solito in preparazione all'atterraggio a Vilnius. Una possibilità è che la rotta insolita indichi che i piloti dell'aereo cercavano di mantenere la direzione originale per entrare nello spazio aereo lituano il prima possibile, ma sono stati costretti a deviare dopo l'interferenza del caccia bielorusso.
L'aereo è stato autorizzato a partire dopo sette ore in cui era costretto a terra a Minsk, raggiungendo Vilnius con otto ore e mezza di ritardo. Protasevič, Sapega e tre cittadini russi non erano a bordo dell'aereo quando è atterrato a Vilnius. I passeggeri hanno riportato di essere stati costretti per 2 ore e mezza a rimanere nell'aereo senza poter bere, andare in bagno e telefonare, mentre 50-60 agenti di sicurezza bielorussi effettuavano i controlli all'aeroporto di Minsk.
Il 24 maggio 2021, il direttore del Dipartimento dell'aviazione del Ministero dei trasporti della Bielorussia, Arcëm Sikorski, ha letto una lettera e-mail che, secondo loro, è stata inviata all'aeroporto di Minsk il 23 maggio. Questo messaggio, firmato da "soldati di Hamas", includeva richieste a Israele di "cessare il fuoco nella Striscia di Gaza" e all'Unione Europea di porre fine al suo sostegno a Israele e se le richieste non fossero state soddisfatte, l'aereo Ryanair sarebbe esploso su Vilnius. Hamas ha negato di essere in qualche modo collegato all'incidente, criticando il governo bielorusso per il "pensiero arcaico" in un mondo che "non accetta più tali metodi". La marca temporale dell'email pubblicata dalle autorità bielorusse riporta le ore 12:57, ovvero 24 minuti dopo che il controllo del traffico aereo bielorusso aveva notificato al volo Ryanair la ricezione del messaggio.

### Sanzioni
Il 24 maggio, il gabinetto lituano ha deciso il divieto di tutti i voli da e per la Lituania che sorvolano lo spazio aereo bielorusso, con effetto alle 00:00 GMT del 25 maggio (03:00 EEST). Il segretario ai trasporti britannico Grant Shapps ha incaricato l'Autorità per l'aviazione civile di richiedere alle compagnie aeree britanniche di evitare lo spazio aereo bielorusso. Il permesso della compagnia aerea statale bielorussa Belavia di operare nello spazio aereo del Regno Unito è stato sospeso. Il presidente ucraino Volodymyr Zelens'kyj ha incaricato il governo di fermare il traffico aereo con la Bielorussia.
Il presidente lituano Gitanas Nausėda ha chiesto all'UE di imporre nuove sanzioni economiche alla Bielorussia. Otto paesi hanno chiesto di vietare i voli verso la Bielorussia o di vietare l'entrata nell'UE al traffico di terra dalla Bielorussia. A Belavia potrebbe essere vietato l'atterraggio negli aeroporti dell'UE.

### Reazioni
Il 27 maggio 2021, l'Unione europea di ciclismo ha deciso di cancellare l'edizione degli europei su pista che si sarebbe dovuta svolgere dal 23 al 27 giugno 2021 a Minsk. In precedenza, il 25 e 26 maggio 2021, le Federazioni ciclistiche tedesca, olandese e lituana avevano annunciato che avrebbero rinunciato a partecipare alla manifestazione.